# Z 1400
Les Z 1400 sont d'anciennes automotrices électriques de banlieue des Chemins de fer de l'État mise en service en 1924 et radiées en 1979. Intégrées à la SNCF en 1938, elles desservaient les lignes de l'Ouest de Paris.
Elles étaient, à l'origine, numérotées de Z 23111 à Z 23205 dans la continuité des autres séries standard et renumérotées en 1950 de Z 1411 à Z 1498.
Les Z 1401 à 8 constituent les rames dites « de 3e série modifiée » de l'État ; les Z 1411 à 98 forment la « 4e série ». Avec les Z 1300 et Z 1500, elles étaient surnommées les « Standard ».

## Description générale et caractéristiques
Les Z 1400, comme les autres séries de rames standard, sont des éléments à deux caisses courtes (19,92 m), afin de desservir des quais en courbe sans créer d'importantes lacunes, mais larges (2,95 m) dont la structure forme un « caisson-poutre ». Elles étaient équipées d'autocoupleurs Boirault aux extrémités et à vis entre caisses. Chaque rame était composée d'une remorque et d'une motrice, les deux prenant des voyageurs. 
La capacité était de 58 places assises de 2e classe dans la motrice ; celle-ci était également dotée d'un compartiment fourgon. La remorque était, quant à elle, dotée de 28 places assises de 1re classe dans un compartiment fermé et de 44 places assises de 2e classe. Les deux caisses étaient équipées d'une cabine de conduite à leurs extrémités, celle de la remorque étant de taille plus petite que celle de la motrice.
La puissance à leur construction était de 660 ch, portée à 760 ch lorsque la tension au troisième rail fut portée de 650 à 750 V. L'accélération dont elles étaient capables était de 0,60 m/s2, et leur vitesse maximale était à leur mise en service de 70 km/h, portée ensuite à 80 km/h. La masse de la motrice est de 58 t et de 37,5 t pour la remorque.
Les motrices sont majoritairement dotées d'équipements Thomson, sauf les Z 23111 à 23140 qui ont des équipements CEM.
Les modifications par rapport à la 3e série concernent :
- le rhéostat qui a été déplacé sous la caisse ce qui réduit le nombre d'aérateurs de toit : quatre au lieu de huit à l'avant de la motrice ;
- la position de la zone de 1re classe qui n'est plus dans la remorque (côté motrice) mais au milieu de la motrice.

## Histoire et carrière
Afin d'assurer la desserte des lignes de Paris-Saint-Lazare à Versailles-Rive-Droite et de Paris-Saint-Lazare à Saint-Germain-en-Laye, nouvellement électrifiées par troisième rail, l'Administration de l'État passe commande à l'industrie d'une 4e série d'automotrices standard.

La commande initiale porte sur 90 motrices et 50 remorques : ZAB 23111 à 23200 et 1/2ZB 23481 à 530. La série a été complétée par une commande de cinq automotrices M+R pour la ligne d'Auteuil, suivie d'une commande de dix remorques complémentaires.

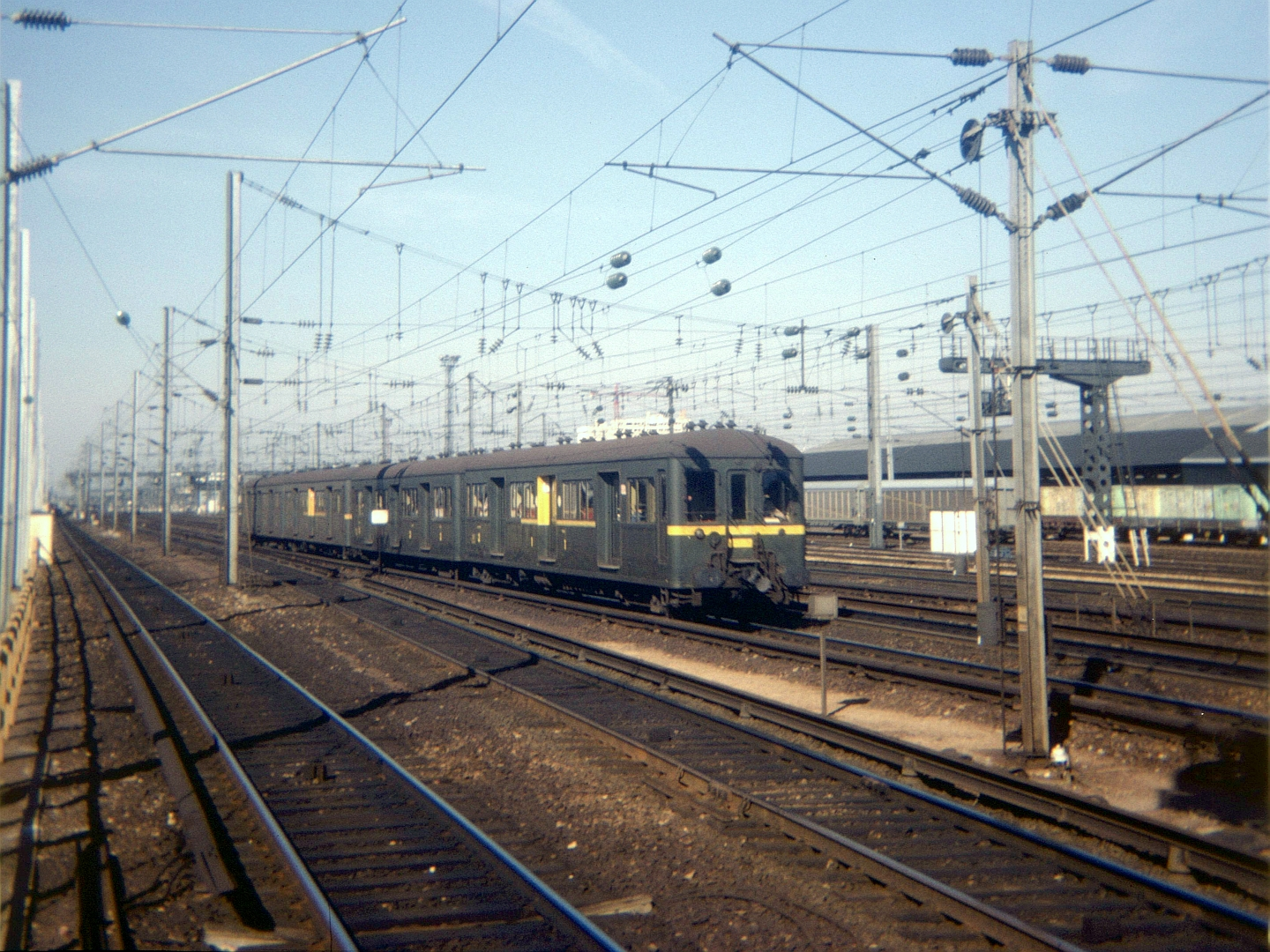
Une rame standard à Pont-Cardinet en 1976.

On dénombre donc 95 motrices et 65 remorques : 
- motrices ZAB 23111 à 23205 renumérotées en 1950 :
  - ZABD 1411 à 1498 (série d'origine)
  - ZABD 1501 à 1507 (série modifiée)
- remorques 1/2ZB 23481-23545 renumérotées :
  - ZRBx 11431 à 11490 (série d'origine)
  - ZRBx 11501 à 11510 (série modifiée), soit potentiellement 5 remorques de plus.

La série est renforcée des automotrices de la 3e série modifiée : motrices ZABD 1401 à 1408 et remorques ZRABx 11401 à 11430, ce qui la porte à 96 motrices et 85 remorques.
La construction des motrices est attribuée : 
- à la société française des anciens établissements de Dietrich pour les Z 23141 à 23170 er 23201 à 23205,
- à la société française de construction mécanique pour les Z 23171 à 23200,
- aux établissements de l'Horme et de la Buire pour les Z 23111 à 23140.

La construction des remorques est attribuée :
- aux établissement Baudet-Donon et Cie (25 remorques),
- à la société Franco-Belge (30 remorques).

En 1929-1930, Desouches-David et Cie construit 10 remorques supplémentaires.
Les autres remorques ont été livrées avec la commande de la 3e série.
Les premières rames construites (Z 23141 à 171, 23173 à 179 et 23184 à 23205) sont livrées de juin 1926 à décembre 1927 et affectées à leur mise en service au dépôt de Rueil.
L'utilisation sur la ligne de Versailles et sur celle de Saint-Germain-en-Laye permettent des gains de temps allant de 15 à 20 minutes par rapport à la traction à vapeur au départ de Paris-Saint-Lazare. 
Les autres rames sont affectées au dépôt de Champ de Mars, pour être utilisées sur la ligne des Invalides entre Invalides et Versailles-Rive-Gauche.
Les motrices Z 23111, 115, 119 et 136 sont dotées d'une deuxième cabine afin d'être utilisées sur la ligne d'Auteuil entre Pont-Cardinet et Auteuil-Boulogne, peu fréquentée en heures creuses. 
À l'électrification par 3e rail de la ligne St-Cloud-St-Nom-La-Bretèche en 1931 elles commencent à être engagées sur les trains Paris-St-Lazare-St-Nom-La-Bretèche avec les rames de la 5e série. 
En 1938, à la nationalisation des chemins de fer, la compagnie de l'État est supprimée et le parc devient propriété de la SNCF qui y applique une modification de livrée commune à toutes les rames standard : repeinte du toit blanc en gris et application de la couleur vert garrigue, le célèbre vert wagon.
Toujours en 1938, les Z 23114, 120, 122, 124, 129, 130 et 135 sont modifiées pour être couplables avec les automotrices de 5e série. 
La seconde guerre mondiale n'est pas sans conséquences sur la série, qui est amputée de la Z 23193, détruite dans un bombardement en gare de Bécon-les-Bruyères. Les autres rames voient leurs activités nettement diminuées à cause de la destruction par l'armée Française des viaducs de Chatou et du Pecq afin de faire barrage à la progression Allemande, empêchant la circulation sur la ligne de St-Germain.
Après leur renumérotation de 1950, toutes les rames de la série passent en GRG (Grande Révision Générale ou opération mi-vie) aux ateliers de La Folie. Certaines sont pour l'occasion, équipées de graisseurs de rails. 
La fermeture du dépôt de Rueil, en même temps que celui de Bois-Colombes le 1er octobre 1968, provoque la mutation de tous les engins pensionnaires de ces dépôts au nouveau dépôt de Saint-Lazare-Levallois. En 1971, le dépôt de Champ de Mars ferme à son tour, provoquant la mutation des rames de la 4e série qui y étaient affectées, à Saint-Lazare-Levallois. 
Le 1er octobre 1972, la ligne de Saint-Germain-en-Laye, dans sa partie comprise entre Nanterre-Université et Saint-Germain, est cédée à la RATP pour permettre sa réélectrification par caténaire et la création de la ligne A du RER, provoquant l'exclusion de la ligne des rames de la 4e série.
La réélectrification par caténaire commence aussi à la SNCF en 25 000 V monophasé. La réélectrification des lignes de Versailles-Rive-Droite et de Saint-Nom-La-Bretèche avec l'utilisation sur cette ligne des nouvelles Z 6400, puis celle des autres lignes au départ de Saint-Lazare avec utilisation des automotrices en inox Z 6300, des RIB et des VB 2N avec BB 17000 provoque la diminution progressive de l'activité des rames de la 4e série sur Saint-Lazare. 
36 rames trouvent refuge sur la ligne des Moulineaux et sur celle ligne des Invalides.
Les Z 1411-1415, 1421, 28, 35, 43, 45-48, 51, 56, 60, 61, 66, 69, 71, 73, 75, 89, 91, 95, 98, 1501, 02, et 03 sont radiées en 1977.
La réélectrification de la ligne de Invalides en 1500 V, afin de permettre la création de la ligne C du RER, obligent les rames de la 4e série à laisser la place aux Z 5300 en 1979.
Chassées au même moment de la ligne des Moulineaux par les rames de 5e série, les rames restantes seront radiées en 1979.

## Rames particulières
La Z 1455, ayant parcouru 3 721 074 km depuis sa construction, soit le plus long parcours des rames de la 4e série.